# Duvita
Battaristis là một chi bướm đêm thuộc họ Gelechiidae.